# St. Jakobus-Gymnasium
Das St. Jakobus-Gymnasium in Abtsgmünd im Ostalbkreis ist ein staatlich anerkanntes Gymnasium in Trägerschaft der Stiftung Katholische Freie Schule der Diözese Rottenburg-Stuttgart.

## Geschichte
Die Schule wurde am 13. September 2010 unter dem Namen „Katholisch freies Gymnasium Abtsgmünd“ eröffnet. Da der Bau des eigentlichen Schulhauses in der Dr.-Albert-Grimminger-Straße 1 noch nicht abgeschlossen war, mussten die Schüler und Lehrkräfte anfangs noch übergangsweise in Containern in der Gaildorfer Straße unterkommen. Der erste Spatenstich für das eigentliche Schulgebäude erfolgte erst ein gutes Jahr nach der offiziellen Eröffnung. Nachdem das Gebäude fertig gestellt worden war, erfolgte am 6. Oktober 2013 die Einweihung des Neubaus durch Bischof Gebhard Fürst.
Das erste Abitur absolvierten im Schuljahr 2017/2018 die 49 Schüler und Schülerinnen des ersten Jahrgangs.
2019 verließ Schulleiter Holger Schulz, der seit Gründung des Gymnasiums dieses Amt innehatte, nach 9 Jahren das Gymnasium. Sein Nachfolger wurde 2020 Marco Cataldo, nachdem das Amt ein Jahr kommissarisch durch Oliver Stamm wahrgenommen wurde.
Heute zählt das Gymnasium rund 430 Schüler und ist mit gut 16,5 Millionen Euro die größte Einzelinvestition in der Geschichte der Gemeinde Abtsgmünd.

## Bildungsangebot
Das St. Jakobus-Gymnasium orientiert sich bei der Bildung der Schüler am Marchtaler Plan. Ziel ist eine Erziehung und Bildung junger Menschen auf der Grundlage des christlichen Glaubens. Der Mensch wird als Geschöpf Gottes mit eigener Würde und individuellen Anlagen gesehen.
Ab Klasse 8 werden die Schülerinnen und Schüler in einem naturwissenschaftlichen Profil unterrichtet. Erste Fremdsprache ist Englisch, gefolgt von Latein oder Französisch.

## Kooperationen

### Abitur PLUS
Seit dem Schuljahr 2015/16 gibt es am Gymnasium das freiwillige Exzellenzangebot Abitur PLUS, dabei können ausgewählte Schülerinnen und Schüler ab Klasse 8 in einer Kooperation mit der Firma Kessler & Co GmbH parallel zur Schule eine Lehre zum Zerspanungsmechaniker ablegen und einen regulären Gesellenbrief erwerben.

### Bildungspartnerschaft Betzold
Am 5. April 2016 wurde die Zusammenarbeit mit dem Ellwanger Unternehmen Betzold bekanntgegeben. Ziel der Zusammenarbeit ist es, den Schülern die Vielfalt der Berufswelt näherzubringen und die Orientierung bei der Suche nach dem richtigen Beruf zu erleichtern, so sieht die Kooperation, neben Praktika zum Beispiel auch Betriebsbesuche, Fachvorträge über die beruflichen Möglichkeiten sowie gemeinsame Termine für Lehrkräfte vor.

### Konrad Biesalski-Schule
Seit dem Schuljahr 2017/18 läuft eine Partnerschaft mit der Konrad Biesalski-Schule Wört, einem sonderpädagogischen Bildungs- und Beratungszentrum. Schülerinnen und Schüler dieser Schule bilden gemeinsam mit ihren Lehrerinnen eine inklusive Partnerklasse die einen selbstverständlicher Bestandteil des Schullebens darstellt.